# Barbara Öberg Sjögren
Anna Barbara Öberg Sjögren, född Anna-Barbara Weinreich den 28 oktober 1930 i Berlin, är en svensk scenograf, kostymör, målare, tecknare. och författare.

## Biografi
Sjögren är dotter till ingenjören Otto Weinreich och konstnären Hilde Rubinstein. 
Hon var elev på Viggbyholmsskolan i 11 år, och medverkade 2008 i En otrolig tigerkaka: en bok om Viggbyholmsskolan 1928–1972. Hon utbildades vid Konstfack på lärarlinjen 1947–1949 samt vid Konsthögskolan 1950–1955.
Hon var verksam som scenograf vid Norrköpings stadsteater mellan 1955 och 1964. Hon övergick sedan till Göteborgs Stadsteater 1964-1992, där hon också var verksam som scenograf. Hon har utöver sitt arbete som scenograf satt upp den egenskrivna pjäsen Jeanne d'Arc på Göteborgs stadsteater, studioscenen, där hon ingick i regigruppen.
Vid sidan av sina arbeten vid Norrköpings och Göteborgs Stadsteatrar har hon arbetat på Dramaten där hon 1968 gjorde scenografin till Sommarnöjet i regi av Ralf Långbacka. Med Etienne Glaser som regissör gjorde hon kostymerna till Figaros bröllop på Stora Teatern i Göteborg och med honom även Mandragola på Folkteatern i Göteborg.
Under studietiden på Konsthögskolan utförde hon två väggmålningar i Carlslunds vårdhem i Upplands Väsby. Under samma tid utförde hon scenografin till Werner Aspenströms Att sova eller inte sova, tillsammans med en liten teatergrupp med skådespelarna Tor Isedal och Håkan Serner.
Under Norrköpingstiden skapade hon en stor tygridå för Djäkneparkskolans aula, som syddes upp i applikation av två tapetserare, Bertil Forsblad och Kalle Olovsson. Som målare och konstnär medverkade hon i Nationalmuseums utställning Unga tecknare och i Sveriges allmänna konstförenings vårsalonger på Liljevalchs konsthall. Separat ställde hon bland annat ut på Norrköpings konstmuseum samt i Göteborg och Stockholm. Hon tilldelades Östgötajournalisternas rundtursstipendium 1958, Mosaiska församlingens stipendium 1958, Norrköpings Tidningar-Östergötlands Dagblads kulturstipendium 1961 samt ett statligt arbetsstipendium 1963. 
Öberg Sjögren finns representerad på Moderna museet i Stockholm med två teckningar, på Norrköpings konstmuseum med en målning och på Göteborgs stadsmuseum med 40 kostymdockor till Romeo och Julia.

### Familj
Barbara Öberg Sjögren var 1954–1956  gift med konstnären Arne Öberg och 1962–1979 med skådespelaren Dan Sjögren.

## Scenografi och kostym
Scenografi och kostym av Barbara Öberg. "Not" anger Öbergs medverkan.
| År   | Produktion                                                  | Upphovsmän                                                                      | Regi                             | Teater                            | Not                                                                 |
| ---- | ----------------------------------------------------------- | ------------------------------------------------------------------------------- | -------------------------------- | --------------------------------- | ------------------------------------------------------------------- |
| 1955 | Quist                                                       | Alf Henrikson                                                                   | Ingrid Luterkort                 | Norrköping-Linköping stadsteater  | Scenografi och kostym                                               |
| 1955 | Babels Torn                                                 | Lars Helgesson                                                                  | Ingrid Luterkort                 | Norrköping-Linköping stadsteater  | Scenografi och kostym                                               |
| 1955 | Blåjackor Boys in Blue                                      | Lajos Lajtai och Lauri Wylie                                                    | John Zacharias                   | Norrköping-Linköping stadsteater  | Kostym                                                              |
| 1956 | Påsk                                                        | August Strindberg                                                               | Ingrid Luterkort                 | Norrköping-Linköping stadsteater  | Scenografi                                                          |
| 1956 | Nalle Puh och hans vänner                                   | A. A. Milne Dramatisering Eric Olsoni                                           | Bertil Norström                  | Norrköping-Linköping stadsteater  | Scenografi                                                          |
| 1956 | Älskling, jag ger mig! Yes, my darling daughter!            | Mark Reed Översättning Elsa af Trolle                                           | John Zacharias                   | Norrköping-Linköping stadsteater  | Scenografi                                                          |
| 1956 | Tartuffe Tartuffe, ou l'Imposteur                           | Molière Översättning Tor Hedberg                                                | John Zacharias                   | Norrköping-Linköping stadsteater  | Scenografi och kostym                                               |
| 1957 | Vägen till Rom The Road to Rome                             | Robert E. Sherwood Översättning Stig Ahlgren                                    | Kurt-Olof Sundström              | Norrköping-Linköping stadsteater  | Scenografi och kostym                                               |
| 1957 | Kritträdgården The Chalk Garden                             | Enid Bagnold Översättning Birgitta Hammar                                       | Ingrid Luterkort                 | Norrköping-Linköping stadsteater  | Scenografi                                                          |
| 1957 | Lysistrate Λυσιστράτη, Lysistrátē                           | Aristofanes Översättning Hjalmar Gullberg och Ivar Harrie                       | Olof Thunberg                    | Norrköping-Linköping stadsteater  | Scenografi och kostym                                               |
| 1958 | Gäst i gryningen La Dama del Alba                           | Alejandro Casona Översättning Karin Alin                                        | Gösta Folke                      | Norrköping-Linköping stadsteater  | Scenografi och kostym                                               |
| 1958 | Oh, mein Papa! Das Feuerwerk                                | Erik Charell, Jürg Amstein och Paul Burkhard Översättning Britt G. Hallqvist    | Albert Gaubier John Zacharias    | Norrköping-Linköping stadsteater  | Kostym                                                              |
| 1958 | Richard II                                                  | William Shakespeare Översättning Johan Henrik Thomander och Carl August Hagberg | Olof Widgren och John Zacharias  | Norrköping-Linköping stadsteater  | Scenografi och kostym                                               |
| 1959 | Den stora drömmen Flowering Cherry                          | Robert Bolt Översättning Sven Barthel                                           | Lars-Erik Liedholm               | Norrköping-Linköping stadsteater  | Scenografi                                                          |
| 1959 | Här dansar Charley’s tant Where’s Charley                   | George Abbot och Frank Loesser Översättning Esse Björkman                       | Lars-Erik Liedholm               | Norrköping-Linköping stadsteater  | Scenografi och kostym                                               |
| 1959 | Ett resande teatersällskap                                  | August Blanche Bearbetning Staffan Tjerneld                                     | Bertil Norström                  | Norrköping-Linköping stadsteater  | Scenografi                                                          |
| 1960 | Gisslan The Hostage                                         | Brendan Behan Översättning Jan Olof Olsson, Vistexter Alf Henrikson             | Lars Barringer                   | Norrköping-Linköping stadsteater  | Scenografi och kostym                                               |
| 1960 | Det brinnande spjutet                                       | Tore Zetterholm                                                                 | Lars Barringer                   | Norrköping-Linköping stadsteater  | Scenografi och kostym                                               |
| 1960 | Luftslott i Sverige Château en Suède                        | Françoise Sagan Översättning Birgitta Hammar                                    | John Zacharias                   | Norrköping-Linköping stadsteater  | Scenografi och kostym                                               |
| 1961 | Se dig om i vrede Look Back in Anger                        | John Osborne Översättning Göran O. Eriksson                                     | Lars Barringer                   | Norrköping-Linköping stadsteater  | Scenografi                                                          |
| 1961 | Christina                                                   | August Strindberg                                                               | John Zacharias                   | Norrköping-Linköping stadsteater  | Scenografi och kostym                                               |
| 1961 | Så tuktas en hustyrann The Woman’s Prize or The Tamer Tamed | John Fletcher Översättning Viveka Heyman                                        | Lars Barringer                   | Norrköping-Linköping stadsteater  | Scenografi och kostym                                               |
| 1961 | Se ditt rätta jag Call me by my rightful name               | Michael Shurtleff Översättning Sven Barthel                                     | Lars Barringer                   | Norrköping-Linköping stadsteater  | Scenografi                                                          |
| 1962 | Lek ej med kärleken On ne badine pas avec l'amour           | Alfred de Musset Översättning Hjalmar Söderberg                                 | Ingrid Luterkort                 | Norrköping-Linköping stadsteater  | Scenografi och kostym                                               |
| 1962 | Fruar på vift Le Dindon                                     | Georges Feydeau Översättning Raoul af Hällström                                 | Lars Barringer                   | Norrköping-Linköping stadsteater  | Scenografi och kostym                                               |
| 1962 | Andorra                                                     | Max Frisch Översättning Olof Molander                                           | Lars Barringer                   | Norrköping-Linköping stadsteater  | Scenografi                                                          |
| 1962 | Kungens paket                                               | Staffan Tjerneld och Alf Henrikson                                              | Öllegård Wellton                 | Norrköping-Linköping stadsteater  | Scenografi och kostym                                               |
| 1962 | Min kära är en ros                                          | Bo Sköld                                                                        | Sture Ericson                    | Norrköping-Linköping stadsteater  | Scenografi                                                          |
| 1963 | Hamlet Hamlet, Prince of Denmark                            | William Shakespeare Översättning Carl August Hagberg                            | Lars Barringer                   | Norrköping-Linköping stadsteater  | Scenografi och kostym                                               |
| 1963 | Ett drömspel                                                | August Strindberg                                                               | Olof Molander                    | Norrköping-Linköping stadsteater  | Scenografi                                                          |
| 1964 | Fysikerna Die Physiker                                      | Friedrich Dürrenmatt Översättning Rudolf Wendbladh                              | Lars Barringer                   | Norrköping-Linköping stadsteater  | Scenografi och kostym                                               |
| 1964 | Fantasticks The Fantasticks                                 | Tom Jones och Harvey Schmidt Översättning Gösta Rybrant                         | Lars Gerhard Norberg             | Norrköping-Linköping stadsteater  | Scenografi och kostym                                               |
| 1965 | Bröllop i Ocana                                             | Lope de Vega                                                                    | Yngve Nordvall                   | Göteborgs Stadsteater             | Scenografi och kostym                                               |
| 1965 | Huset                                                       | Werner Aspenström                                                               | Yngve Nordvall                   | Göteborgs Stadsteater             | Scenografi och kostym                                               |
| 1965 | Så tuktas en argbigga                                       | William Shakespeare                                                             | Herman Ahlsell                   | Göteborgs Stadsteater             | Scenografi och kostym                                               |
| 1965 | Toreadorvalsen                                              | Jean Anouilh                                                                    | Mats Johansson                   | Göteborgs Stadsteater Studion     | Scenografi och kostym                                               |
| 1966 | Dantons död                                                 | Georg Buchner                                                                   | Mats Johansson                   | Göteborgs Stadsteater             | Scenografi och kostym                                               |
| 1966 | Ett Drömspel                                                | August Strindberg                                                               | Yngve Nordvall                   | Göteborgs Stadsteater             | Scenografi och kostym                                               |
| 1966 | Våra torsdagar                                              | Ulla Isaksson                                                                   | Staffan Aspelin                  | Göteborgs Stadsteater Studion     | Scenografi och kostym                                               |
| 1967 | Hemmet                                                      | Kent Andersson/Bengt Bratt                                                      | Lennart Hjulström                | Göteborgs Stadsteater             | Scenografi och kostym                                               |
| 1967 | Macbeth                                                     | William Shakespeare                                                             | Herman Ahlsell                   | Göteborgs Stadsteater             | Scenografi och kostym                                               |
| 1967 | Onkel Vanja                                                 | Anton P Tjechov                                                                 | Ralf Långbacka                   | Göteborgs Stadsteater Studion     | Scenografi och kostym                                               |
| 1967 | Onkel Vanja                                                 | Anton P Tjechov                                                                 | Ralf Långbacka                   | Göteborgs Stadsteater             | Scenografi och kostym                                               |
| 1968 | Vad sägs om miljöförstöring                                 | Viveka Warenfalk/Maria Hörnelius                                                | Viveka Warenfalk/Maria Hörnelius | Stadsbiblioteket//Skolor/Förorter | Scenografi och kostym                                               |
| 1969 | En självmördares vedemödor                                  | Nikolaj Erdman                                                                  | Johan Falk                       | Göteborgs Stadsteater             | Scenografi och kostym                                               |
| 1969 | Mäster Olof (prosaversionen)                                | August Strindberg                                                               | Lennart Hjulström                | Göteborgs Stadsteater             | Scenografi och kostym                                               |
| 1970 | Körsbärsträdgården                                          | Anton P Tjechov                                                                 | Ralf Långbacka                   | Göteborgs Stadsteater             | Scenografi och kostym                                               |
| 1972 | Fiender                                                     | Maxim Gorkij                                                                    | Lennart Hjulström                | Göteborgs Stadsteater             | Scenografi och kostym                                               |
| 1972 | Jeanne Darc                                                 | Barbara Öberg                                                                   | Margita Ahlin/Maria Hörnelius    | Göteborgs Stadsteater Studion     | Scenografi och kostym samt Scenografi Kent Flood                    |
| 1973 | Björnen                                                     | Anton P Tjechov                                                                 | Eva Stenman                      | Göteborgs Stadsbibliotek          | Scenografi och kostym                                               |
| 1973 | Dr Burkes egendomliga eftermiddag                           | Ladislav Smoček                                                                 | Eva Stenman/Barbara Öberg        | Göteborgs Stadsteater Studion     | Scenografi och Kostym samt Scenografi och Kostym Ewa Lagerström     |
| 1974 | I nya världen                                               | Arne Thörnqvist                                                                 | Jan Wennergren/Mats Johansson    | Göteborgs Stadsteater Studion     | Scenografi och kostym                                               |
| 1974 | Utdömd egendom                                              | Tennessee Williams                                                              | Björn Melander                   | Göteborgs Stadsbibliotek          | Scenografi och kostym                                               |
| 1974 | Figaros bröllop                                             | Wolfgang Amadeus Mozart                                                         | Etienne Glaser                   | Gbg Stora Teatern                 | Kostym                                                              |
| 1975 | Mandragola                                                  | Niccolo Machiavelli                                                             | Etienne Glaser                   | Göteborgs Folkteater              | Scenografi och kostym                                               |
| 1976 | Amorina                                                     | Carl Jonas Love Almqvist                                                        | Eva Stenman/Kent Flood           | Göteborgs Stadsteater             | Scenografi samt Scenografi Kent Flood samt kostym Marianne Carlberg |
| 1984 | Tuta och kör                                                | Dario Fo                                                                        | Gunilla Berg                     | Göteborgs Stadsteater Studion     | Scenografi och kostym                                               |
| 1984 | Den magiska pärlan                                          | Rolf Holmgren                                                                   | Eva Bergman                      | Backateatern                      | Scenografi                                                          |
| 1986 | Romeo och Julia                                             | William Shakespeare                                                             | Roland Klockare                  | Göteborgs Stadsteater             | Kostym                                                              |